# Des hommes d'honneur
Ne doit pas être confondu avec Un homme d'honneur ou Men of Honor.
Pour plus de détails, voir Fiche technique et Distribution.
Des hommes d'honneur (A Few Good Men) est un film de procès américain réalisé par Rob Reiner et sorti en 1992.
Scénarisé par Aaron Sorkin qui en est le dramaturge original, le film, inspiré de faits réels, traite de la justice militaire.

## Synopsis
Les soldats Dawson et Downey, deux jeunes Marines affectés sur la base navale de la baie de Guantánamo ont causé la mort d'un de leurs camarades, le 1re classe Santiago, au cours d'une action disciplinaire officieuse (ils l'ont bâillonné en lui enfonçant un chiffon dans la bouche).
De santé déficiente, Santiago avait du mal à suivre l'entrainement, très dur, des Marines et était mal vu. Circonstance aggravante, il avait récemment demandé sa mutation en menaçant de révéler une faute de service de Dawson, étouffée par la hiérarchie de la base. Les soupçons se portent vers l'homicide de Santiago volontairement causé par Dawson, fait étouffé par le colonel Jessep, commandant l'unité.
Au Washington Navy Yard, la défense de Dawson est assignée au jeune lieutenant Daniel Kaffee, fils d'un avocat renommé, brillant , plutôt dilettante et sans aucune expérience de plaidoirie, qui au début ne prend pas l'affaire au sérieux. Alors qu'il pense pouvoir mener une enquête de pure routine et plaider d'après des aveux avec des circonstances atténuantes, le capitaine de corvette JoAnne Galloway, qui avait initialement postulé pour cette mission, l'oblige à s'impliquer davantage. Les deux soldats refusent tout compromis car ils se sentiraient déshonorés.
Lors du procès en cour martiale des deux soldats suspectés du meurtre de Santiago, le lieutenant Kaffee suggère au jury que le « code rouge » — bizutage sévère ordonné par la hiérarchie infligé aux recrues qui n'entrent pas dans le moule — est toujours appliqué chez les marines de la base malgré son illégalité.
L'officier en second de la base, le lieutenant-colonel Markinson — un vieux condisciple de Jessep que celui-ci écrase de son mépris — rencontre Kaffee en secret. Il l'informe que Jessep n'a jamais ordonné de transfert pour Santiago. Au contraire, Jessep en personne s'est opposé à la mutation de Santiago, alors que Markinson y était favorable. Jessep a demandé que Santiago soit mieux entraîné. Les preuves manquent.
La défense établit que Dawson s'est vu refuser une promotion pour avoir servi en secret de la nourriture à un Marine qui avait été condamné à être privé de nourriture. Dawson est dépeint sous un bon jour, et la défense, par l'intermédiaire de Downey, prouve que des « codes rouges » ont déjà été ordonnés. En contre-interrogatoire, Downey déclare qu'il était absent lorsque Dawson a reçu le prétendu ordre de « code rouge ». 
Le lieutenant-colonel Markinson, rongé de remords par la lâcheté dont il a fait preuve dans cette affaire (sous la pression de Jessep, il a accepté de co-signer après coup un faux : l'accord unanime de la hiérarchie pour la mutation de Santiago) et craignant d'être appelé à comparaître comme témoin et d'affronter Jessep, se suicide avant l'audience. Kaffee est désespéré car l'affaire est sans issue. Son collègue, conseil de Jessep, lui signale qu'engager une procédure contre un haut gradé compromettrait très sérieusement sa carrière future.
La défense appelle à la barre le commandant de la base, le colonel Nathan Jessep, forte personnalité, brillant, promis à de plus hautes fonctions. Le lieutenant Kaffee se lance alors dans un interrogatoire incisif pour faire avouer à Jessep qu'il a personnellement ordonné le fameux « code rouge ». Jessep, qui estime être seul juge de la pertinence des punitions infligées sur sa base, évoque, d'abord avec grandiloquence, son rôle de protecteur du pays, remis en cause selon lui par des planqués. Il rappelle que Santiago était un soldat médiocre.
Poussé dans ses retranchements par les questions du lieutenant Kaffee et pris dans ses contradictions (Jessep ayant demandé la mutation de Santiago craignant un danger alors qu'il affirme que ses subordonnés lui obéissent totalement, une punition ne peut donc être qu'à son ordre), l'accusé, poussé par son patriotisme, avoue avoir ordonné le « code rouge », cause de la mort accidentelle de Santiago, s'incriminant comme responsable de la mort de ce dernier. 
Alors qu'il se lève pour repartir vers sa base, le président du tribunal ordonne son interpellation par la police militaire. Jessep tente d'agresser Kaffee et déclare que celui-ci n'a fait qu'affaiblir le pays.
Au terme du procès, les soldats Dawson et Downey sont acquittés du meurtre de Santiago. À leur surprise, ils sont exclus des forces armées pour « manquement au devoir », alors même qu'ils avaient scrupuleusement suivi les ordres donnés par leur officier. Dawson reconnaît avoir manqué à sa première mission de soldat, celle de protéger ceux qui n'ont pas la force de le faire par eux-mêmes. En l'occurrence, il aurait dû veiller sur son propre frère d'armes, le soldat Santiago.

## Fiche technique
- Titre original : A Few Good Men
- Titre français : Des hommes d'honneur
- Réalisation : Rob Reiner
- Scénario : Aaron Sorkin, d'après sa pièce A Few Good Men (en)
- Musique : Marc Shaiman
- Direction artistique : David F. Klassen
- Décors : J. Michael Riva
- Costumes : Gloria Gresham
- Photographie : Robert Richardson
- Son : Bob Eber
- Montage : Robert Leighton et Steven Nevius
- Production : David Brown, Rob Reiner et Andrew Scheinman
  - Coproduction : Jeffrey Stott et Steve Nicolaides
  - Production déléguée : William S. Gilmore et Rachel Pfeffer
- Sociétés de production : Castle Rock Entertainment
- Sociétés de distribution : Columbia Pictures (États-Unis), Columbia Tristar Films (France)
- Budget : 40 millions de $[2]
- Pays de production :  États-Unis
- Langue originale : anglais
- Format : couleur (Technicolor) — 35 mm — 2,35:1 (Panavision) — son Dolby SR
- Genre : drame, film de procès
- Durée : 138 minutes
- Dates de sortie : 
  - États-Unis : 9 décembre 1992 (première à Los Angeles), 11 décembre 1992 (sortie en salles)
  - France : 16 décembre 1992
- Classification : 
  - États-Unis : R (Restricted)[3]
  - France : tous publics[4]

## Distribution
- Tom Cruise (VF : Serge Faliu ; VQ : Gilbert Lachance) : le lieutenant Daniel Kaffee, avocat d'Harold Dawson
- Jack Nicholson (VF : Jean-Pierre Moulin ; VQ : Guy Nadon) : le colonel Nathan R. Jessep
- Demi Moore (VF : Marie Vincent ; VQ : Élise Bertrand) : lieutenant commander (équivalent de capitaine de corvette) JoAnne Galloway, avocate de Louden Downey
- Kevin Bacon (VF : Philippe Vincent ; VQ : Benoit Rousseau) : le capitaine Jack Ross, procureur
- Kiefer Sutherland (VF : Vincent Violette ; VQ : Jacques Brouillet) : le lieutenant Jonathan Kendrick, ordonnance du colonel Jessep
- Kevin Pollak (VF : Jacques Bouanich ; VQ : Jean-Marie Moncelet) : le lieutenant Sam Weinberg, coavocat de Kaffee
- James Marshall (VF : Pierre Tessier ; VQ : Antoine Durand) : le soldat de première classe Louden Downey
- J. T. Walsh (VF : Michel Derain ; VQ : Yves Massicotte) : le lieutenant colonel Matthew Andrew Markinson, second du colonel Jessep
- Christopher Guest (VF : Hervé Bellon ; VQ : Hubert Fielden) : le docteur Stone
- J. A. Preston (VF : Pierre Hatet ; VQ : Victor Désy) : le juge Julius Alexander Randolph
- Matt Craven (VF : Daniel Lafourcade ; VQ : Daniel Picard) : le lieutenant Dave Spradling
- Wolfgang Bodison (VF : Jacques Martial ; VQ : Bernard Fortin) : le vice-caporal Harold W. Dawson
- Xander Berkeley (VF : Philippe Peythieu ; VQ : Éric Gaudry) : le capitaine Whitaker
- John M. Jackson (VF : Mario Santini ; VQ : Jean Galtier) : le capitaine West
- Noah Wyle (VF : Éric Missoffe ; VQ : Sébastien Dhavernas) : le caporal Jeffrey Barnes
- Cuba Gooding Jr. (VF : Tola Koukoui ; VQ : Alain Zouvi) : le caporal Carl Hammaker
- Lawrence Lowe : le greffier du tribunal
- Joshua Malina : Tom
- Oscar Jordan : le steward
- John M. Mathews et Al Wexo : les gardes au tribunal
- Aaron Sorkin : l'homme au bar
- Frank Cavestani : un garde
- Jan Munroe : le président du jury
- Ron Ostrow : soldat de la police militaire (M.P)
- Matthew Saks : David
- Harry Caesar : Luther
- Michael DeLorenzo (en) (VF : Damien Boisseau) : le soldat de première classe William T. Santiago
- Geoffrey Nauftts : le lieutenant Shelby
- Arthur Senzy (VF : Hervé Caradec) : Robert C. McGuire
- Cameron Thor (VF : Patrick Osmond) : le commandant Lawrence
- David Bowe (VF : Georges Caudron) : le commandant Gibbs
- Gene Whittington : monsieur Dawson
- Maud Winchester : la tante Ginny Miller

Photos des principaux interprètes.
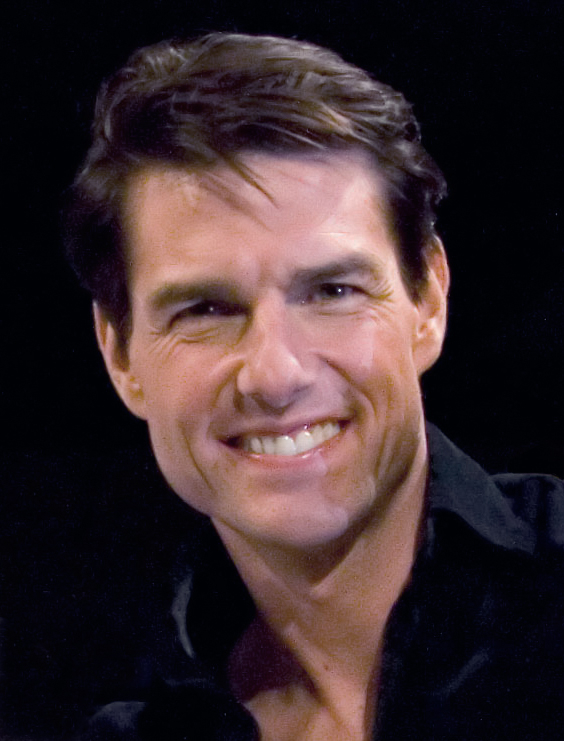
Tom Cruise
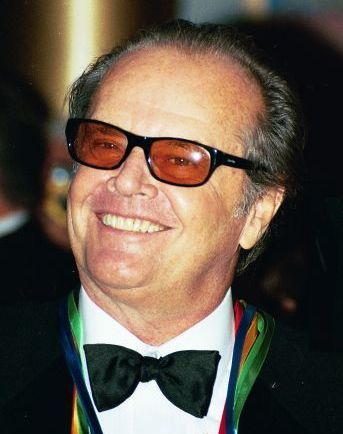
Jack Nicholson
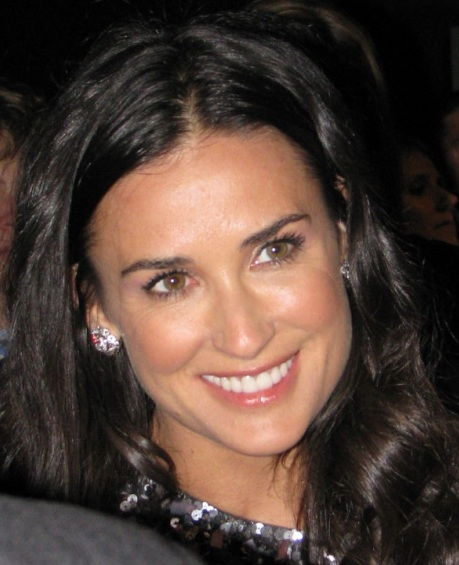
Demi Moore
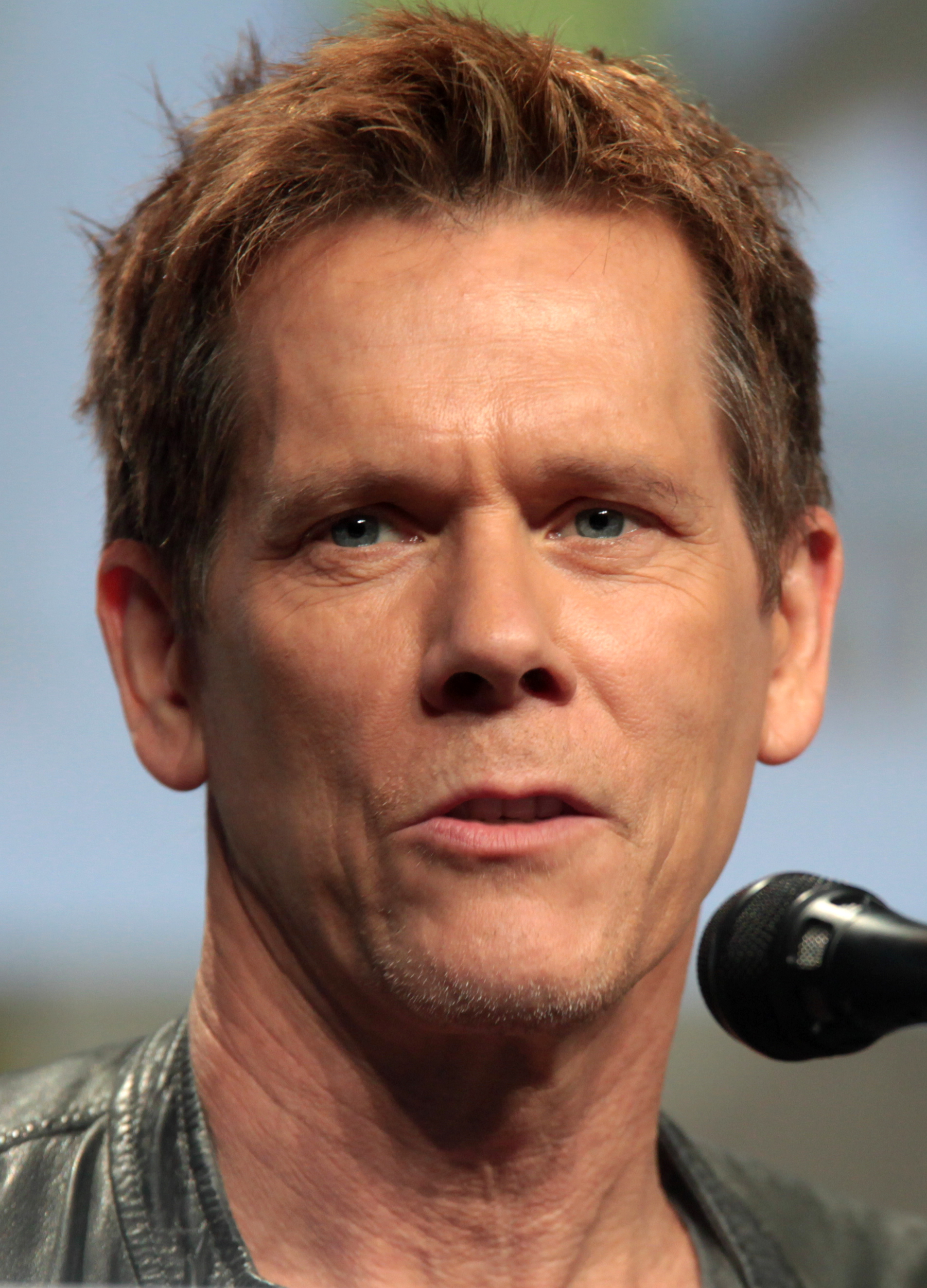
Kevin Bacon
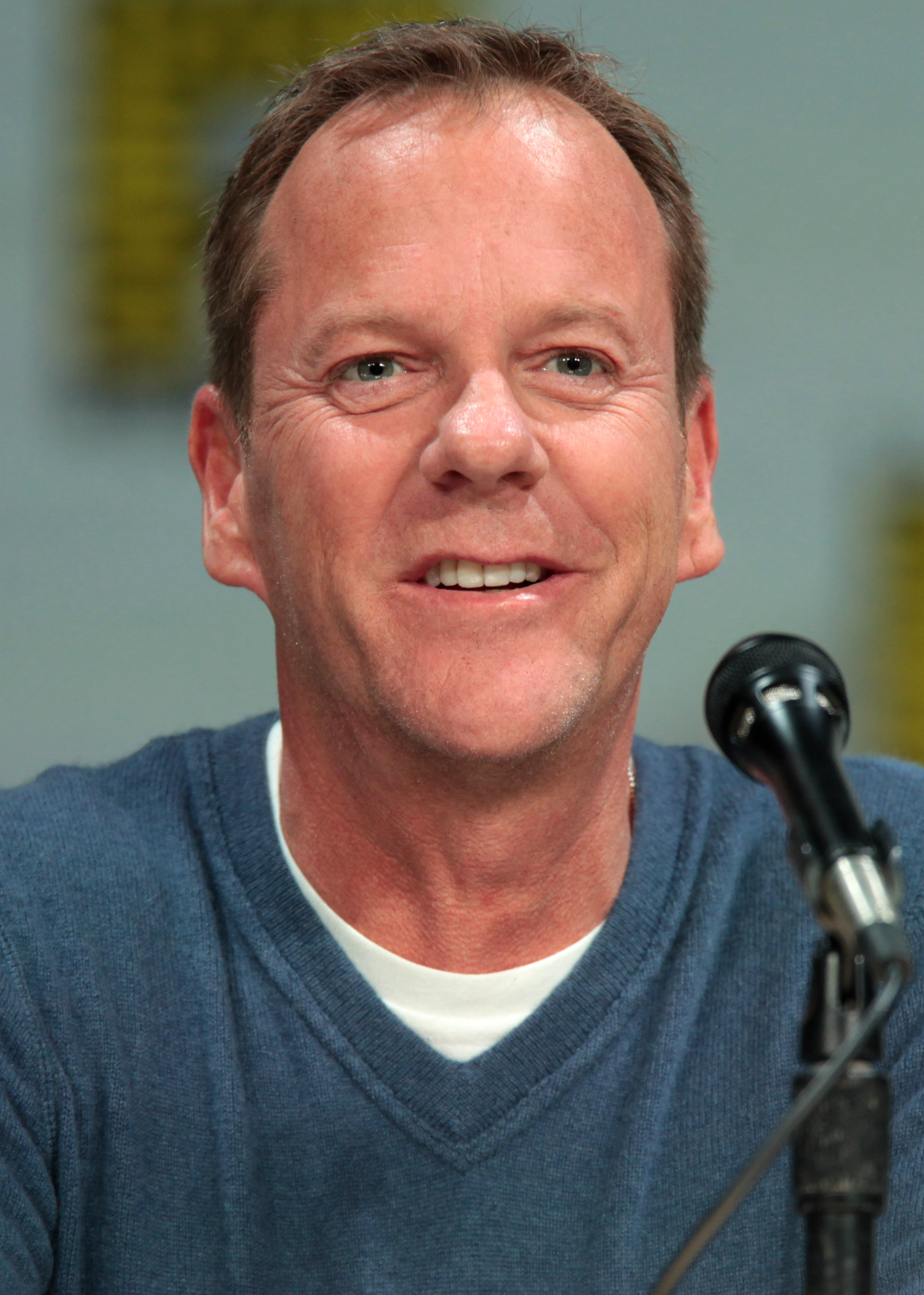
Kiefer Sutherland
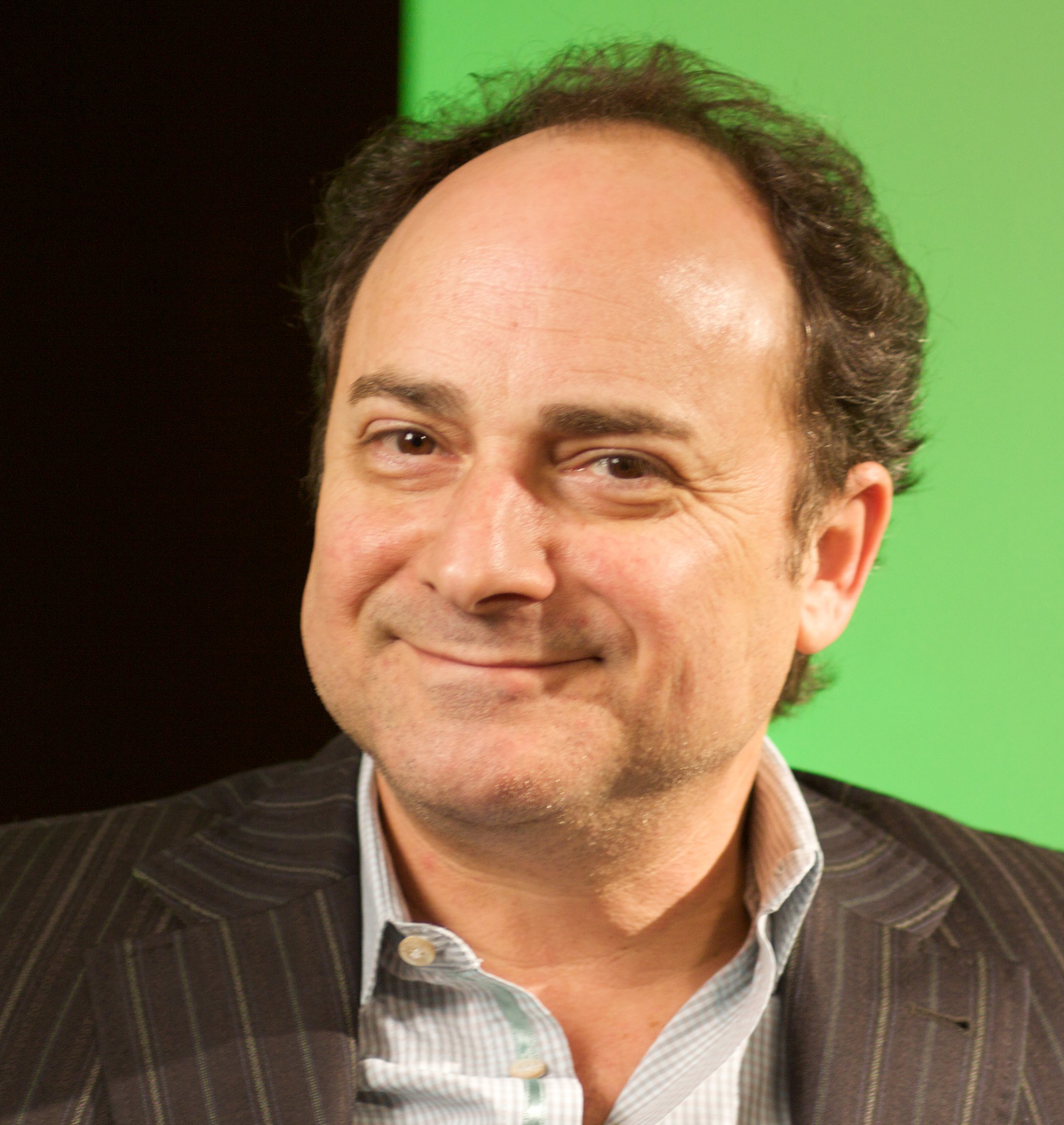
Kevin Pollak

## Production
Le film est basé sur une pièce de théâtre (en) de Broadway écrite par Aaron Sorkin. Celui-ci a expliqué l'avoir écrite sur base d'une histoire réelle racontée par sa sœur, alors qu'elle officiait elle-même comme avocat militaire envoyé à Guantanamo[réf. nécessaire].

## Accueil

### Critique
Sur le site agrégateur de critiques Rotten Tomatoes, le film est crédité d'un score de 83 % d'avis favorables, sur la base de 65 critiques collectées et une note moyenne de 7,10⁄10 ; le consensus du site indique : « Drame à l'ancienne avec une touche contemporaine, [Des hommes d'honneur] réussit grâce à la force de ses stars avec Tom Cruise, Demi Moore et surtout Jack Nicholson, à offrir des performances puissantes qui compensent largement l'intrigue prévisible ».
Sur Metacritic, le film obtient une note moyenne pondérée de 62 sur 100, sur la base de 21 critiques collectées ; le consensus du site indique : « Avis généralement favorables ».

### Box-office
Le film sort aux États-Unis le 11 décembre 1992 dans une combinaison de départ de 1 925 salles et prend directement la première place du box-office lors de son premier week-end à l'affiche avec 15 517 468 $ de recettes, délogeant ainsi Maman, j'ai encore raté l'avion, qui occupait la tête du box-office depuis trois semaines. Le long-métrage reste à la première place du box-office durant les deux week-ends suivants, portant le cumul à 51 438 945 $ depuis sa sortie. Le film est distribué jusqu'à 2 201 salles durant toute son exploitation. Après avoir été brièvement délogé de la tête du box-office par Aladdin la première semaine de janvier 1993, Des hommes d'honneur récupère la première place durant les deux week-end suivants et atteint les 100 000 000 $ de recettes. Il finit son exploitation avec 141 340 178 $.
Le film a engrangé une recette totale de 243 240 178 $ dans le monde, dont 101 900 000 $ à l'international.
En France, il totalise 1 052 615 entrées.

## Distinctions

### Récompenses
- National Board of Review 1992 : prix du Meilleur second rôle pour Jack Nicholson.
- Southeastern Film Critics Association Awards 1993 : prix du Meilleur second rôle pour Jack Nicholson.
- People's Choice Awards 1993 : prix du Meilleur film dramatique (Favorite Dramatic Motion Picture) et Meilleur film (Favorite All-Around Motion Picture).
- MTV Movie Awards 1993 : prix du Meilleur film.
- ASCAP Film and Television Music Awards 1994 : prix du Top Box Office Films pour Marc Shaiman.

### Nominations
Oscars 1993 :
- nomination à l'Oscar du meilleur film
- nomination à l'Oscar du meilleur acteur dans un second rôle pour Jack Nicholson
- nomination à l'Oscar du meilleur mixage son
- nomination à l'Oscar du meilleur montage

Golden Globes 1993 :
- nomination au Golden Globe du meilleur film dramatique
- nomination au Golden Globe du meilleur réalisateur pour Rob Reiner
- nomination au Golden Globe du meilleur acteur dans un film dramatique pour Tom Cruise
- nomination au Golden Globe du meilleur acteur dans un second rôle pour Jack Nicholson

### Postérité
Le film a été reconnu par l'American Film Institute dans les listes suivantes :
- 2003 : AFI's 100 Years... 100 Heroes and Villains :
  - Colonel Nathan R. Jessup, nommé dans la catégorie « Vilain »[10]
- 2005 : AFI's 100 Years... 100 Movie Quotes :
  - Colonel Nathan Jessup : « You can't handle the truth! », classée réplique #29[11]
- 2008 : AFI's 10 Top 10 :
  - classé à la 5e place de la catégorie « Films dramatiques de procès »[12]